# Caryn Davies
Caryn Davies (* 14. April 1982 in Ithaca, New York) ist eine ehemalige US-amerikanische Ruderin.
Davies, die für das Radcliffe College Crew Team startet, feierte ihren ersten Erfolg mit dem Start im Achter bei den Ruder-Weltmeisterschaften 2002 in Sevilla, wo das Boot die Goldmedaille gewann. Bei den Olympischen Sommerspielen 2004 in Athen gewann sie mit ihren Teammitgliedern Katherine Johnson, Sam Magee, Mary Whipple, Megan Dirkmaat, Alison Cox, Anna Mickelson, Laurel Korholz und Lianne Nelson die Silbermedaille. Zwei Jahre später gelang der Mannschaft bei den Ruder-Weltmeisterschaften 2006 in Eton erneut der Gewinn des Weltmeistertitels. Auch bei den Ruder-Weltmeisterschaften 2007 in München gelang der Mannschaft dieser Erfolg. Bei den Olympischen Sommerspielen 2008 in Peking gewann die Mannschaft die Goldmedaille.
Nach zwei Jahren Pause kehrte Davies 2011 auf die Regattastrecken zurück und belegte zusammen mit Katherine Glessner im Zweier ohne Steuerfrau den achten Platz bei den Ruder-Weltmeisterschaften 2011 in Bled. Bei den Olympischen Spielen in London saß Davies wieder im US-Achter, der in der Besetzung Erin Cafaro, Zsuzsanna Francia, Esther Lofgren, Taylor Ritzel, Meghan Musnicki, Elle Logan, Caroline Lind, Caryn Davies und Mary Whipple die Goldmedaille gewann.
2023 wurde Caryn Davies mit der Thomas-Keller-Medaille geehrt.